# Anavil
Anavil är en indisk kast hemmahörande i södra Gujarat. Inom det ursprungliga hinduiska systemet med fyra varna-kaster tillhör anavil den högsta kategorin brahminer,  vilkas samhälleliga uppgift brukar beskrivas som präst, lärare och skriftlärd. Kasten består av två undergrupper, Desai och Bhathela, som dock båda kan använda efternamnet Desai. Desai-gruppen fungerade som skatteindrivare under mogulriket och blev då en av de dominerande jordägande grupperna i söda Gujarat.
Anavilkasten har haft stort politiskt inflytande i Gujarat och var mycket aktiva i självständighetsrörelsen. Deras politiska inflytande minskade något efter självständigheten men förblev ändå starkt. Den mest kända politikern var Morarji Desai (1896-1995), Indiens premiärminister 1977-79.